# Уэйтли, Ричард
Ричард Уэйтли (англ. Richard Whately; 1 февраля 1787, Лондон — 8 октября 1863, Дублин) — английский академик, философ, логик, экономист и теолог, при этом занимал пост архиепископа Дублинского англиканской Церкви Ирландии. Он был одним из ведущих приверженцев широкой церкви, автором трудов на широкий круг тем и одним из первых критиков, признавших талант Джейн Остин.

## Биография
Уэйтли родился в Лондоне, сын преподобного доктора Джозефа Уэйтли, англиканского священника и профессора риторики Грешем-колледжа. Он получил образование в частной школе недалеко от Бристоля, а с 1805 года учился в Ориел-колледже Оксфордского университета. В 1808 году он получил степень бакалавра с двойным отличием второго класса. В 1811 году он был избран стипендиатом Ориэла, а в 1814 году принял священный сан. После окончания университета он работал частным репетитором, в частности, у Нассау Уильяма Сениора, который стал его близким другом, и у Сэмюэля Хиндса.

### Ранняя жизнь в браке
После женитьбы на писательнице Элизабет Уэйтли в 1821 году Уэйтли жил в Оксфорде. Ему пришлось отказаться от стипендии колледжа, которую не могли получать женатые мужчины, и в этот период он жил репетиторством и своим пером. Дядя, Уильям Плюмер, подарил ему дом в Хейлсуорте в Саффолке, в августе 1822 года Уэйтли переехал туда. Двумя его дочерьми были писательница Джейн Уэйтли и миссионерка Мэри Луиза Уэйтли. В 1825 году он был назначен директором Сент-Олбан-Холла в Оксфордском университете, получив эту должность от своего наставника Эдварда Коплстоном, желавшего повысить печально известные низкие академические стандарты в Холле, который был объектом для расширения Ориэла. После этого Уэйтли вернулся в Оксфорд, однако лишь в 1831 году отказался от жизни в Саффолке, где он был свидетелем социальных последствий безработицы.
Будучи реформатором, Уэйтли сначала был в дружеских отношениях с Джоном Генри Ньюманом. Однако после они рассорились из-за кандидатуры Роберта Пиля на место в парламенте от Оксфордского университета и разногласий по поводу образония. Создание Ньюманом Католического университета Ирландии рассматривается как продолжение их взаимных разногласий в области образования.
В 1829 году Уэйтли был избран профессором политической экономии Драммонда в Колледже всех душ Оксфордского университета, сменив на этом посту Нассау Уильяма Сениора. Пребывание на этом Уэйтли посту было прервано назначением на архиепископство Дублина в 1831 году. За это время он опубликовал только один курс «Вводных лекций» (Introductory Lectures) в двух изданиях (1831 и 1832).

### Архиепископ Дублина
Назначение Уэйтли Лордом Греем на Дублинский престол стало политической неожиданностью. Престарелый Генри Батерст отказался от этой должности. Новая администрация вигов сочла Уэйтли, хорошо известного в Холланд-Хаусе и эффективно выступавшего в парламентском комитете с докладом о десятине, приемлемым вариантом. За кулисами Томас Хайд Вильерс лоббировал от его имени Дениса Ле Маршана, вместе с броумовскими вигами. Назначение было оспорено в Палате лордов, но безуспешно.
В Ирландии прямота и отсутствие уступчивости Уэйтли вызвали противодействие со стороны его собственного духовенства. С самого начала он вызывал недовольство, поддерживая государственное одаривание католического духовенства. Он ввёл строгую дисциплину в своей епархии и опубликовал изложение своих взглядов на шаббат в труде «Мысли о шаббате» 1832 года. Он жил в Редесдейл Хаус в Килмакоде, недалеко от Дублина, где мог заниматься садоводством. Он был заинтересован в реформировании Ирландской церкви и ирландских законов о бедных. Он считал, что смягчение десятины имеет важное значение для церкви.

### Ирландское национальное образование с 1831 по 1853 год
В 1831 году Уэйтли попытался создать в Ирландии национальную и несектарианскую систему образования, основанную на общем для протестантов и католиков обучении литературным и моральным дисциплинам, чтобы при этом религиозное обучение было отделено. В 1841 году католические архиепископы Уильям Кролли и Джон Макхейл обсуждали, стоит ли сохранять эту систему, причем Кролли, поддерживавший Уэйтли, получил папское разрешение на её реализацию с некоторыми гарантиями. В 1852 году эта система потерпела крах из-за противодействия нового католического архиепископа Дублина Пола Каллена. В следующем году Уэйтли счел себя вынужденным выйти из состава Совета по образованию.

### Последующая жизнь
Во время голодных 1846 и 1847 годов Уэйтли и его семья пытались облегчить страдания народа. 27 марта 1848 года Уэйтли стал членом Кентерберийской ассоциации. В 1855 году он был избран иностранным почётным членом Американской академии искусств и наук.
С 1856 года здоровье Уэйтли начало ухудшаться, что вылилось в частичный паралич левой стороны тела. Тем не менее, он продолжал выполнять свои общественные обязанности.

### Смерть

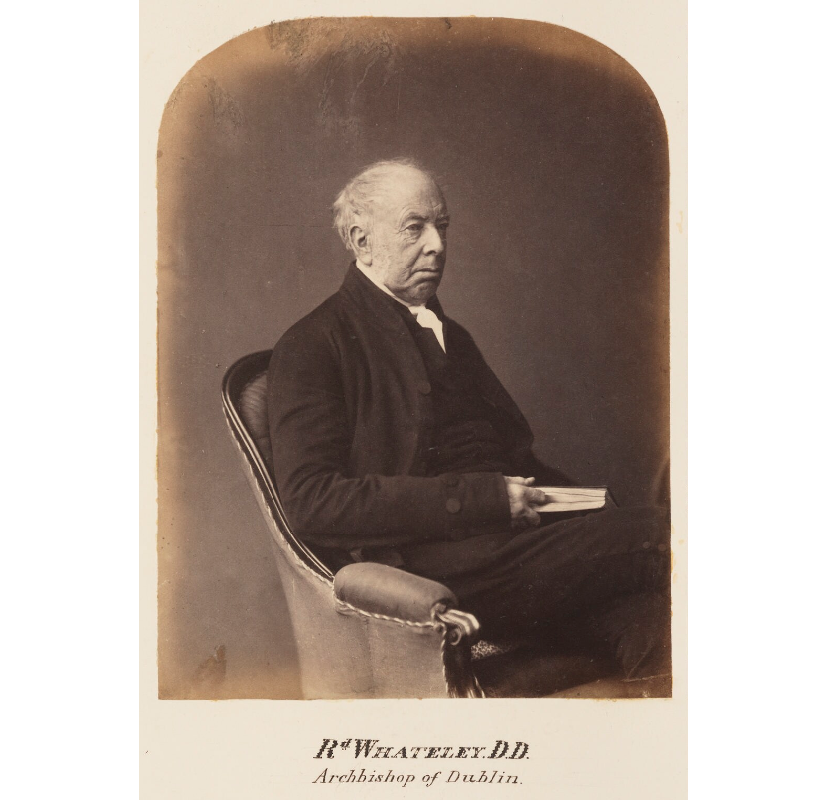
Ричард Уэйтли, конец 1950 года

Летом 1863 года Уэйтли поразила язва на ноге, и после нескольких месяцев острых страданий он умер 8 октября 1863 года.

## Характер
Хамфри Ллойд рассказывал Кэролайн Фокс, что эксцентричное поведение и язык тела Уэйтли усугублялись в Дублине подхалимским окружением. Он был большим любителем поговорить, остроумным и обожал каламбурить. В Оксфорде его белая шляпа, грубое белое пальто и огромная белая собака снискали ему прозвище Белого Медведя. Он также любил демонстрировать подвиги своей собаки-скалолаза на лугу Крайст-Черч.

## Взгляды
Будучи членом свободной группы под названием Ориел Ноэтик, Уэйтли поддерживал религиозную свободу, гражданские права и свободу слова для инакомыслящих, католиков, евреев и даже атеистов. Он придерживался мнения, что гражданские ограничения, налагаемые на неангликанцев, делают государство лишь номинально христианским, и поддерживал деистеблишментизацию. Он был последователем Эдварда Коплстона, который считался основателем ноэтиков, принятых за апологетов ортодоксальности Церкви Англии. Будучи набожным христианином, Уэйтли придерживался практического взгляда на христианство. Он не соглашался с евангелической партией и в целом предпочитал более интеллектуальный подход к религии. Он также не соглашался с более поздним трактарианским акцентом на ритуале и церковной власти. Вместо этого он подчеркивал внимательное чтение и понимание Библии.
Его кардинальным жизненным правилом был принцип Чиллингворта — «Библия, и только Библия, является религией протестантов», а его экзегеза была направлена на определение общего смысла Священного Писания, исключая догмы, основанные на отдельных текстах. Нет никаких оснований подвергать сомнению его восприятие основных доктрин веры, несмотря на то, что он избегал теоретизирования или даже попыток точно сформулировать их. В вопросе избрания он придерживался в основном арминианской точки зрения, а его антипатия к кальвинизму была весьма сильной. Он больше останавливался на жизни, чем на смерти Христа, необходимость которой он отрицал.
Уэйтли придерживался взгляда на политическую экономию как на предмет, основанный на логике. Этот взгляд приобрел влияние в Оксфорде. Ноэтики в тот период были реформаторами, но в основном центристами в политике, а не сильными вигами или тори. Одним из первых действий Уэйтли по прибытии в Дублин было основание кафедры политической экономии в Тринити-колледже. Первым её профессором стал Маунтифор Лонгфилд. Позже, в 1846 году, он вместе с Уильямом Нильсоном Хэнкоком основал Дублинское статистическое общество.
Взгляд Уэйтли на политическую экономию, общий для первых обладателей профессорского звания в Тринити-колледже, рассматривал её как разновидность естественной теологии. Он принадлежал к группе сторонников Томаса Мальтуса, в которую входили Томас Чалмерс, некоторые другие ноэтики, а также Ричард Джонс и Уильям Уэвелл из Кембриджа. Он не видел противоречий между наукой и христианской верой, отличаясь в этом от некоторых христианских критиков Мальтуса. Он также отличался от Джонса и Уэвелла, выражая мнение, что индуктивный метод был менее полезен для политической экономии, чем дедуктивный метод, применяемый должным образом.
В периодических изданиях Уэйтли обсуждал и другие общественные вопросы. Например, он затронул тему перевозки и «вторичных наказаний» тех, кто был перевезен; его памфлет на эту тему повлиял на политиков лорда Джона Рассела и Генри Джорджа Грея.

## Наследие
Уэйтли был важной фигурой в возрождении аристотелевской логики в начале 19-го века. «Элементы логики» (англ. Elements of Logic) дали толчок к изучению логики в Великобритании, а в США логик Чарльз Сандерс Пирс писал, что его пожизненное пристрастие к логике началось, когда он прочитал «Элементы» Уэйтли, будучи 12-летним мальчиком. Логику Уэйтли определял как искусство излагать доказательство, как «грамматику рассуждения». Суждением Уэйтли называл сравнение в уме двух понятий, а умозаключением — акт, посредством которого ум переходит от известных суждений к другому суждению, основанному на исходных суждениях. Помимо этого он изложил в своих работах множество важных идей и концепций на темы экономики и философии, обычно рассматриваемые через призму теологии.

Давая оценку Уэйтли как экономисту, Йозеф Шумпетер писал:
Уэйтли с присущим ему здравым смыслом указывал (в Elements of Logic), что многие проблемы, из-за которых ссорятся экономисты, являлись чисто словесными, а неточное употребление терминов, служащее как причиной, так и следствием неточного мышления, было богатым источником недоразумений.
Взгляд Уэйтли на риторику как на метод убеждения стал ортодоксией, оспариваемой в середине века Генри Ноублом Дэем. «Элементы риторики» (англ. Elements of Rhetoric) до сих пор цитируются для размышлений о презумпции, бремени доказательства и свидетельских показаниях.

## Семья
Уэйтли женился на Элизабет Поуп (третьей дочери Уильяма Поупа, родившейся 7 октября и крещённой 22 декабря 1795 года в Хиллингдоне, Мидлсекс в Челтнеме). Позже она сама стала автором христианской литературы, умерла 25 апреля 1860 года. Её младшая сестра Шарлотта вышла замуж за Бадена Пауэлла в 1837 году.
У них было 4 дочери и один сын, в том числе:
- (Элизабет) Джейн Уйэтли[англ.] (1822—1893), автор религиозных работ[37].
- Эдвирд Уйэтли[англ.] (1823—1892), священник[38].
- Мэри Луиза Уйэтли[англ.] (1824—1889), медицинский миссионер в Египте[39].
- Генриетта Уэйтли, в 1848 году вышедшая замуж за Чарльза Брента Уэйла, барристера, сына сэра Чарльза Уэйла[англ.][40][41].
- Бланш Уэйтли, младшая дочь в семье, подруга Мэри Росс, в 1859 году вышла замуж за Джорджа Уэйла, брата Чарльза Брента Уэйла, и умерла в марте 1860 года[42][43].

В программе телесериала BBC «Родословная семьи», вышедшей в эфир 2 марта 2009 года, выяснилось, что Ричард Уэйтли был предком британского актёра Кевина Уэйтли.

## Основные произведения
Уэйтли был весьма продуктивным писателем, успешным разоблачителем и апологетом протестантизма в работах, которые выдержали множество изданий и переводов. Его работа «Элементы логики» 1826 года была сформирована из статьи «Логика» в «Энциклопедии Метрополитана» и стала значительным трудом по логике и экономике. Сопутствующая статья «Риторика» дала «Элементы риторики» 1828 года. В этих двух работах Уэйтли представил эротетическая логику.
В 1825 году Уэйтли опубликовал серию «Эссе о некоторых особенностях христианской религии», за которой в 1828 году последовала вторая серия «О некоторых трудностях в писаниях святого Павла», а в 1830 году — третья «Об ошибках романизма, прослеживаемых до их происхождения в человеческой природе». В 1837 году он написал справочник «Христианские доказательства», который при его жизни был переведён более чем на десяток языков. В ирландском контексте «Христианские доказательства» были адаптированы в форму, приемлемую для католических верований, при содействии Джеймса Карлайла.

### Избранные работы
- 1819, Historic Doubts relative to Napoleon Buonaparte (Исторические сомнения относительно Наполеона Бонапарта). Работа, направленная на критику чрезмерного скептицизма применительно к Евангелической истории
- 1822, On the Use and Abuse of Party Spirit in Matters of Religion (Об использовании и злоупотреблении духом партии в вопросах религии). Бэмптонские лекции
- 1825, Essays on Some of the Peculiarities of the Christian Religion (Эссе о некоторых особенностях христианской религии)
- 1826, Elemencts of Logic (Элементы логики)
- 1828, Elements of Rhetoric (Элементы риторики)
- 1828, On some of the Difficulties in the Writings of St Paul (О некоторых трудностях в писаниях святого Павла)
- 1830, On the Errors of Romanism traced to their Origin in Human Nature (Об ошибках романизма, прослеживаемых до их происхождения в человеческой природе)
- 1831, Introductory Lectures on Political Economy (Вводные лекции по политической экономии). 1-е изд. London: B. Fellowes. 8 лекций.
- 1832, Introductory Lectures on Political Economy (Вводные лекции по политической экономии), 2-е изд. (London: B. Fellowes). 9 лекций и приложение.
- 1832, A view of the Scripture revelations concerning a future state (Взгляд на откровения Писания, касающиеся будущего государства). Лекции, развивающие веру в христианский мортализм.
- 1832, Thoughts on the Sabbath (Мысли о Шаббате)
- 1836, Charges and Tracts (Сборы и трактаты)
- 1839, Essays on Some of the Dangers to Christian Faith (Эссе о некоторых опасностях для христианской веры)
- 1841, The Kingdom of Christ (Царство Христа)
- 1842, Easy Lessons on Money Matters for the Use of Young People (Простые уроки по денежным вопросам для молодых людей)
- 1845 и далее серия Easy Lessons: «о рассуждении», «о морали», «о разуме» и «о британской Конституции».

### В качестве редактора
- Уильям Пейли (1837), A View of the Evidences of Christianity
- Уильян Пейли, Moral Philosophy[11]
- Уильям Уэйк (1866), Treatises of Predestination[49]
- Фрэнсис Бэкон (1858), Bacon’s Essays with Annotations[11]

## Дальнейшее чтение
Современная биография Уэйтли представлена в «Richard Whately: A Man for All Seasons» Крейга Партона. См. также Donald Harman Akenson, «A Protestant in Purgatory: Richard Whately, Archbishop of Dublin».
- Einhorn, Lois J. «Consistency in Richard Whately: The Scope of His Rhetoric». Philosophy & Rhetoric 14 (Spring 1981): 89-99.
- Einhorn, Lois J. «Richard Whately’s Public Persuasion: The Relationship between His Rhetorical Theory and His Rhetorical Practice». Rhetorica 4 (Winter 1986): 47-65.
- Einhorn, Lois J. «Did Napoleon Live? Presumption and Burden of Proof in Richard Whately’s Historic Doubts Relative to Napoleon Boneparte». Rhetoric Society Quarterly 16 (1986): 285-97.
- Giustino, David de. «Finding an archbishop: the Whigs and Richard Whately in 1831». Church History 64 (1995): 218-36.
- McKerrow, Ray E. «Richard Whately: Religious Controversialist of the Nineteenth Century». Prose Studies: 1800—1900 2 (1979): 160-87.
- McKerrow, Ray E. «Archbishop Whately: Human Nature and Christian Assistance». Church History 50.2 (1981): 166—189.
- McKerrow, Ray E. «Richard Whately on the Nature of Human Knowledge in Relation to the Ideas of his Contemporaries». Journal of the History of Ideas 42.3 (1981): 439—455.
- McKerrow, Ray E. «Richard Whately’s Theory of Rhetoric». In Explorations in Rhetoric. ed. R. McKerrow. Glenview IL: Scott, Firesman, & Co., 1982.
- McKerrow, Ray E. «Richard Whately and the Revival of Logic in Nineteenth-Century England». Rhetorica 5 (Spring 1987): 163-85.
- McKerrow, Ray E. «Whately’s Philosophy of Language». The Southern Speech Communication Journal 53 (1988): 211—226.
- Poster, Carol. «Richard Whately and the Didactic Sermon». The History of the Sermon: The Nineteenth Century. Ed. Robert Ellison. Leiden: Brill, 2010: 59-113.
- Poster, Carol. «An Organon for Theology: Whately’s Rhetoric and Logic in Religious Context». Rhetorica 24:1 (2006): 37-77.
- Sweet, William. «Paley, Whately, and 'enlightenment evidentialism». International Journal for Philosophy of Religion 45 (1999):143-166.